# 歐申比奇 (紐約州)
歐申比奇（英語：Ocean Beach）是位於美國紐約州薩福克縣的村。

## 人口
根據2020年美國人口普查的數據，歐申比奇的面積為0.37平方千米，皆為陸地。當地共有人口153人，而人口密度為每平方千米414人。